# واينيسبورو (مسيسيبي)
واينيسبورو (بالإنجليزية: Waynesboro, Mississippi)‏ هي مدينة تقع في الولايات المتحدة في Wayne County. يقدر عدد سكانها بـ 5,197 نسمة ومساحتها 17.2 كم2 وترتفع عن سطح البحر 58 متر.

## التركيبة السكانية
حدّد مكتب تعداد الولايات المتحدة بيانات التركيبة السكانية لواينيسبورو في تعداد الولايات المتحدة. في ما يلي، التركيبة السكانية حسب تعدادي 2000 و2010.

### تعداد عام 2000
بلغ عدد سكان واينيسبورو 5,197 نسمة بحسب تعداد عام 2000، وبلغ عدد الأسر 1,982 أسرة وعدد العائلات 1,336 عائلة مقيمة في المدينة. في حين سجلت الكثافة السكانية 158 نسمة لكل كيلومتر مربع (409.2/ميل2). وبلغ عدد الوحدات السكنية 2,276 وحدة بمتوسط كثافة قدره 69.2 لكل كيلومتر مربع (179.2/ميل2).
وتوزع التركيب العرقي للمدينة بنسبة 41.54% من البيض و57.28% من الأمريكيين الأفارقة و0.21% من الأمريكيين الأصليين و0.37% من الأمريكيين ذوي الأصول الآسيوية و0.25% من الأعراق الأخرى و0.35% من عرقين مختلطين أو أكثر و0.94% من الهسبانيون أو اللاتينيون من أي عرق.
بلغ عدد الأسر 1,982 أسرة كانت نسبة 41.4% منها لديها أطفال تحت سن الثامنة عشر تعيش معهم، وبلغت نسبة الأزواج القاطنين مع بعضهم البعض 36.5% من أصل المجموع الكلي للأسر، ونسبة 26.8% من الأسر كان لديها معيلات من الإناث دون وجود شريك،  بينما كانت نسبة 4% من الأسر لديها معيلون من الذكور دون وجود شريكة وكانت نسبة 32.6% من غير العائلات. تألفت نسبة 29.6% من أصل جميع الأسر من عدة أفراد يعيشون في نفس المنزل ونسبة 12.1% كانت تتألف من شخص يعيش بمفرده يبلغ من العمر 65 عاماً أو أكثر. وبلغ متوسط حجم الأسرة المعيشية 2.53، أما متوسط حجم العائلات فبلغ 3.12.
بلغ العمر الوسطي للسكان 32.9 عاماً. وكانت نسبة 29.4% من القاطنين تحت سن الثامنة عشر، وكانت نسبة 10.7% بين الثامنة عشر والرابعة والعشرين عاماً، ونسبة 25% كانت واقعةً في الفئة العمرية ما بين الخامسة والعشرين والرابعة والأربعين عاماً، ونسبة 19.6% كانت ما بين الخامسة والأربعين والرابعة والستين، ونسبة 11.7% كانت ضمن فئة الخامسة والستين عاماً فما فوق. يوجد لكل 100 أنثى 83.9 ذكر، ويوجد لكل 100 أنثى في الثامنة عشر من عمرها فما فوق 74.8 ذكر.
بلغ متوسط دخل الأسرة في المدينة 22,357 دولارًا، أما متوسط دخل العائلة فبلغ 27,754 دولارًا. وكان متوسط دخل الذكور 29,602 دولارًا مقابل 16,887 دولارًا للإناث. وسجل دخل الفرد الخاص بالمدينة 12,946 دولارًا. وكانت نسبة 31.1% من العائلات ونسبة 32.7% من السكان تحت خط الفقر، وكان من هؤلاء نسبة 43.6% تحت سن الثامنة عشر ونسبة 17.4% في الخامسة والستين من العمر وما فوق.

### تعداد عام 2010
بلغ عدد سكان واينيسبورو 5,043 نسمة بحسب تعداد عام 2010، وبلغ عدد الأسر 2,018 أسرة وعدد العائلات 1,290 عائلة مقيمة في المدينة. في حين سجلت الكثافة السكانية 153.3 نسمة لكل كيلومتر مربع (397.0/ميل2). وبلغ عدد الوحدات السكنية 2,306 وحدة بمتوسط كثافة قدره 70.1 لكل كيلومتر مربع (181.6/ميل2).
وتوزع التركيب العرقي للمدينة بنسبة 35.22% من البيض و61.87% من الأمريكيين الأفارقة و0.18% من الأمريكيين الأصليين و0.26% من الأمريكيين ذوي الأصول الآسيوية و0.12% من سكان جزر المحيط الهادئ و1.41% من الأعراق الأخرى و0.95% من عرقين مختلطين أو أكثر و1.94% من الهسبانيون أو اللاتينيون من أي عرق.
بلغ عدد الأسر 2,018 أسرة كانت نسبة 35.4% منها لديها أطفال تحت سن الثامنة عشر تعيش معهم، وبلغت نسبة الأزواج القاطنين مع بعضهم البعض 32.4% من أصل المجموع الكلي للأسر، ونسبة 27.3% من الأسر كان لديها معيلات من الإناث دون وجود شريك،  بينما كانت نسبة 4.2% من الأسر لديها معيلون من الذكور دون وجود شريكة وكانت نسبة 36.1% من غير العائلات. تألفت نسبة 32.2% من أصل جميع الأسر من عدة أفراد يعيشون في نفس المنزل ونسبة 13.1% كانت تتألف من شخص يعيش بمفرده يبلغ من العمر 65 عاماً أو أكثر. وبلغ متوسط حجم الأسرة المعيشية 2.43، أما متوسط حجم العائلات فبلغ 3.09.
بلغ العمر الوسطي للسكان 35.7 عاماً. وكانت نسبة 26.8% من القاطنين تحت سن الثامنة عشر، وكانت نسبة 9.4% بين الثامنة عشر والرابعة والعشرين عاماً، ونسبة 24.3% كانت واقعةً في الفئة العمرية ما بين الخامسة والعشرين والرابعة والأربعين عاماً، ونسبة 24.4% كانت ما بين الخامسة والأربعين والرابعة والستين، ونسبة 15.1% كانت ضمن فئة الخامسة والستين عاماً فما فوق. وتوزع التركيب الجنسي للسكان بنسبة 45.5% ذكور و54.5% إناث.